# Monasterio de San Jerónimo del Valle de Hebrón

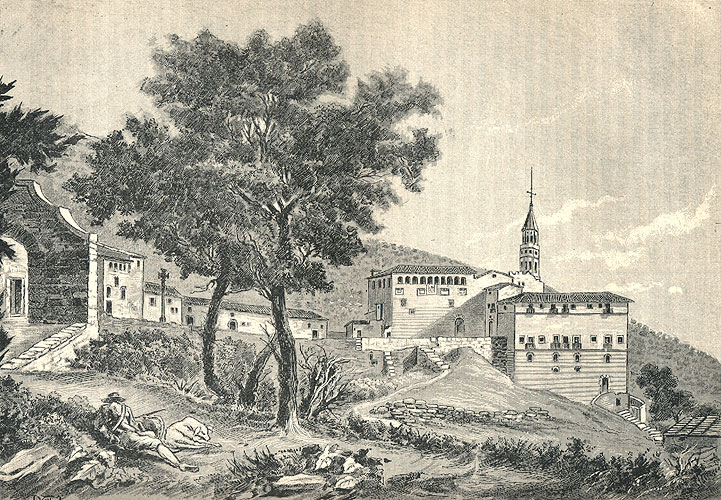
Monasterio de San Jerónimo del Valle de Hebrón, grabado de Pau Rigalt

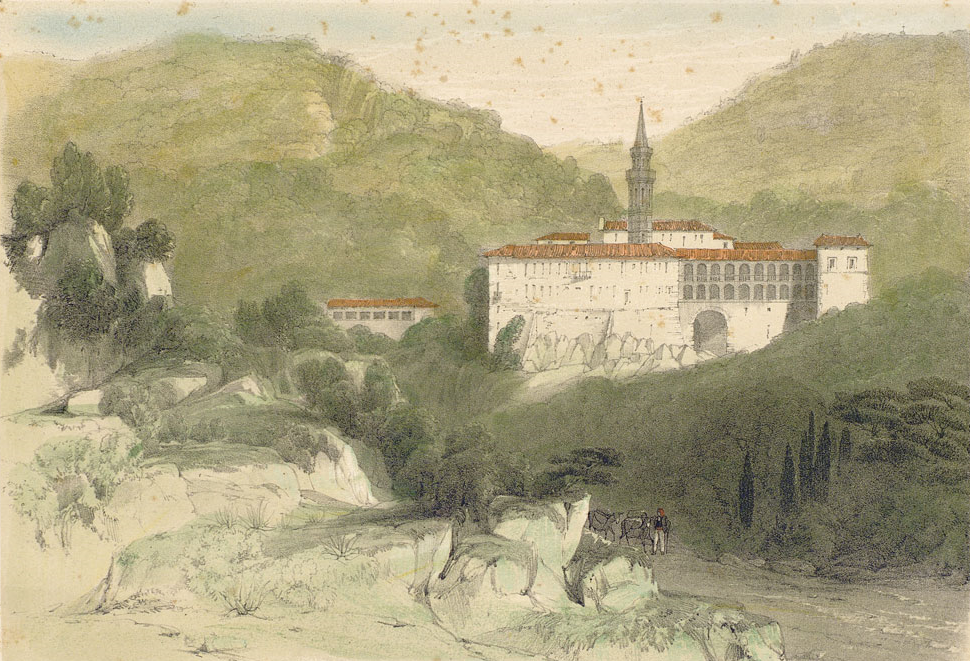
Dibujo de George Vivien (1838)

El monasterio de San Jerónimo del Valle de Hebrón (en catalán: monestir de Sant Jeroni de la Vall d'Hebron) fue un monasterio jerónimo situado en El Valle de Hebrón, en la antigua parroquia de Sant Genís dels Agudells, englobada hoy día en Barcelona (distrito de Horta-Guinardó). Se encontraba en la falda de la sierra de Collserola, en unos terrenos actualmente situados cerca de la carretera de la Arrabassada. El monasterio fue destrozado en 1835 en los motines anticlericales de ese año.

## Historia
El monasterio fue fundado el 18 de octubre de 1393 por iniciativa de la reina Violante de Bar, segunda esposa de Juan I de Aragón. Se hallaba en un valle conocido hasta entonces con el nombre de Horta, situado entre la sierra de Collserola y los Tres Cerros (en catalán: Tres Turons), que ya en época romana había albergado varias villas dedicadas a la agricultura. Los monjes cambiaron el topónimo Horta por el de Valle de Hebrón, debido a su semejanza con la ciudad palestina.
Antes de la fundación del monasterio había ya diversos ermitaños viviendo en la zona. A finales del siglo XIV el obispado de Barcelona dio permiso al ermitaño Ponç Astors para construir un oratorio y un cementerio. Poco después se fundó el monasterio, gracias a las gestiones de la reina Violante, que trajo ocho monjes del monasterio valenciano de San Jerónimo de Cotalba. El edificio fue construido tras obtener el prior Jaume Yáñez la licencia del papa aviñonés Clemente VII.
La iglesia, obra de Arnau Bargués, tenía una nave de cinco tramos con bóveda de crucería y dos capillas entre los contrafuertes. En 1499 se finalizó el retablo mayor de la iglesia, obra de Jaume Huguet y Jaume Vergós II. El recinto del monasterio se amplió posteriormente con un claustro y diversas dependencias, entre las que destacaba la biblioteca. También tenía en su cercanía tres capillas: del Santo Sepulcro, de Santa Magdalena y de San Onofre. Con el tiempo pasaron a depender del monasterio las parroquias aledañas de Sant Genís dels Agudells y Sant Martí de Cerdanyola.
El monasterio disponía en sus terrenos de dos granjas llamada Vella y Nova («vieja y nueva»), en las que efectuaban una intensa explotación agrícola. En 1798 vendieron la Granja Vella a la familia Milà de la Roca, que transformó la antigua masía en una mansión neoclásica, conocida hoy día como Granja Martí-Codolar y perteneciente a los salesianos. En los terrenos de la Granja Nova se construyó en 1955 el Hospital Universitario Valle de Hebrón.
El conjunto monástico fue ocupado militarmente por su posición estratégica durante varias ocasiones en los siglos xvii y xviii (Guerra de los Segadores, 1640-1652; Guerra de Sucesión, 1702-1715), lo que fue el origen de su decadencia. En el transcurso de la Guerra de la Independencia fue quemado por los franceses el 12 de agosto de 1812.
En 1822 sus bienes fueron desamortizados. Poco después el recinto sirvió para alojar a los enfermos de fiebre amarilla y cólera. Finalmente, el monasterio fue nuevamente destrozado durante la quema de conventos de 1835 y ya no se recuperó.
En 1877 las ruinas del conjunto fueron nuevamente destrozadas en las obras de construcción de la carretera de Gracia a Manresa, conocida como carretera de la Arrabassada. Los últimos vestigios desaparecieron en los años 1960 cuando se construyó una gasolinera en su ubicación.
Algunos elementos arquitectónicos y ornamentales del monasterio se conservan en el Museo Municipal Vicenç Ros (Martorell), como capiteles, pilas de agua bendita, escudos, sarcófagos y lápidas sepulcrales.
El barrio del Valle de Hebrón se urbanizó en 1959, con el paseo del Valle de Hebrón como vía principal. En consonancia con el nombre del barrio, las calles de alrededor fueron denominadas con nombres bíblicos, como Betania, Canaán, Getsemaní, Gólgota, Haifa, Idumea, Jericó, Jordán, Judea, Megido, Monte Tabor, Naín, Nazaret, Nínive, Palestina, Samaria, Sidón y Tiro.
El área del Valle de Hebrón fue uno de los espacios principales donde se celebraron los Juegos Olímpicos de Barcelona de 1992, junto a la Villa Olímpica y la montaña de Montjuïc. Aquí se construyó la Villa Olímpica de Prensa, así como diversas instalaciones deportivas, como el Centro Municipal de Tenis Vall d'Hebron, el Campo de Tiro con Arco y el Pabellón del Valle de Hebrón. También se creó el parque del Valle de Hebrón, con un diseño de Eduard Bru. En el ámbito del parque se encuentra una réplica del Pabellón de la República Española construido para la Exposición Internacional de París de 1937, obra de los arquitectos Josep Lluís Sert y Luis Lacasa, donde fue expuesto por primera vez el Guernica de Picasso.
El CRAI Biblioteca de Reserva de la Universidad de Barcelona conserva, a raíz de la desamortización de los conventos de 1835, los fondos provenientes del Monasterio del Valle de Hebrón, que actualmente suman casi una decena de ediciones. Asimismo, ha registrado y descrito algún ejemplo de las marcas de propiedad que identificaron el convento a lo largo de su existencia.